# Bomberman Tournament
No confundir con el juego Bomberman Story DS, perteneciente a Nintendo DS.
Bomberman Tournament (conocido en Japón como Bomberman Story) es un videojuego RPG (role playing) protagonizado por Bomber man para Game Boy Advance. Llegó a los principales mercados en 2001, llegando a Japón el 27 de abril de 2001, a Estados Unidos el 26 de junio de 2001 y a Europa el 10 de agosto del mismo año.

## Historia
En el borde de la galaxia se encuentra un pequeño planeta llamado Phantarion. Desde la escena de introducción al comienzo del juego, es tenido en cuenta que cinco meteoros (los 5 Dastardly Bombers) llegaron al planeta. Poco después, una fortaleza con una gran torre fue erigida y toda la tierra alrededor de la misma comenzó a congelarse más y más junto a la fortaleza. El pueblo de Phantarion envió una llamada de socorro, recibida por el Profesor Ein, y este envió a su vez a Bomberman Max a investigarlo. Al llegar al planeta, Max comienza su camino hacia la base de la torre. Una vez dentro, se enfrenta a una enorme criatura con forma de ave (que más tarde se vería que es uno de los 5 Dastardly Bombers en estado transformado). Max es derrotado por el ave de un golpe y enviado a alguna parte de la torre. Cuando el profesor Ein se pone en contacto con Bomberman una semana más tarde, Bomberman le cuenta que han perdido todo contacto con Max. Entonces Bomberman es enviado por el profesor Ein a la torre de la fortaleza de Phantarion para encontrar y salvar a Max, comenzando a partir de entonces a ser manejado por el jugador.

## Modos de juego

### Normal Mode (1 jugador)
En el modo historia solo puede jugar un único jugador que manejará a Bomberman (el blanco) en una verdadera aventura RPG, siendo uno de los pocos juegos de Bomberman con este estilo de juego.
La historia en este modo transcurre en un pequeño planeta llamado Phantarion, en el cual, tras caer unos meteoritos y erigirse una fortaleza, comienza a congelarse. Tras llegar Bomberman y Max para investigar la situación y perderse todo contacto con el segundo, Bomberman se pone en marcha para encontrarlo y ponerlo a salvo de cualquier peligro.

### Battle Mode (Multijugador)
El juego contiene un modo multijugador plenamente centrado en el modo Batalla conectando entre sí varias Game Boy Advance. El jugador y hasta 3 amigos pueden competir en cualquiera de los 8 escenarios de batalla diseñados para dicho fin, teniendo cada uno de ellos su propio diseño. Cada uno de los escenarios está diseñado para afectar en las tácticas de los jugadores con distintos factores de riesgo, como por ejemplo el hecho de haber minas enterradas en uno de los escenarios.